# Episodi di Una mamma imperfetta (prima stagione)
La prima stagione della sit-com Una mamma imperfetta è andata in onda su Rai 2 dal 9 settembre 2013.
| nº | Titolo                                             | Prima TV |
| -- | -------------------------------------------------- | -------- |
| 1  | Mi chiamo Chiara                                   |          |
| 2  | Il mio peggior nemico                              |          |
| 3  | Il tempo non torna più                             |          |
| 4  | Vi presento mio marito                             |          |
| 5  | Ma perché abbiamo paura                            |          |
| 6  | La donna è mobile                                  |          |
| 7  | Le dieci regole                                    |          |
| 8  | Chi non lavora...                                  |          |
| 9  | Mamme perfette: il decalogo è questo...            |          |
| 10 | I sogni son desideri                               |          |
| 11 | Quello che gli uomini non dicono                   |          |
| 12 | La mia vita a quattro fasi                         |          |
| 13 | La convivenza del brufolo                          |          |
| 14 | Ho incontrato una mamma tigre                      |          |
| 15 | Sesso o esse                                       |          |
| 16 | Grandi manovre                                     |          |
| 17 | Ma papà? Vi manda da sole?                         |          |
| 18 | Indagine su una mensa al di sopra di ogni sospetto |          |
| 19 | Ragioni e sentimenti                               |          |
| 20 | Ogni cosa è imperfetta                             |          |
| 21 | Evviva le differenze!                              |          |
| 22 | Lotte di classe                                    |          |
| 23 | 37,2 al mattino                                    |          |
| 24 | Anche le mamme perfette piangono                   |          |
| 25 | Buon compleanno a me                               |          |